# Стефан III (король Угорщини)
Стефан III (1147 — 4 березня 1172) — король Угорщини у 1162—1172 роках. Син Гези II та Єфросинії, доньки Великого князя Київського Мстислава Великого. 

## Життєпис
Походив з династії Арпадів. Народився у 1147 році у родині Гези II, короля Угорщини, та Єфросинії Мстиславівни. 

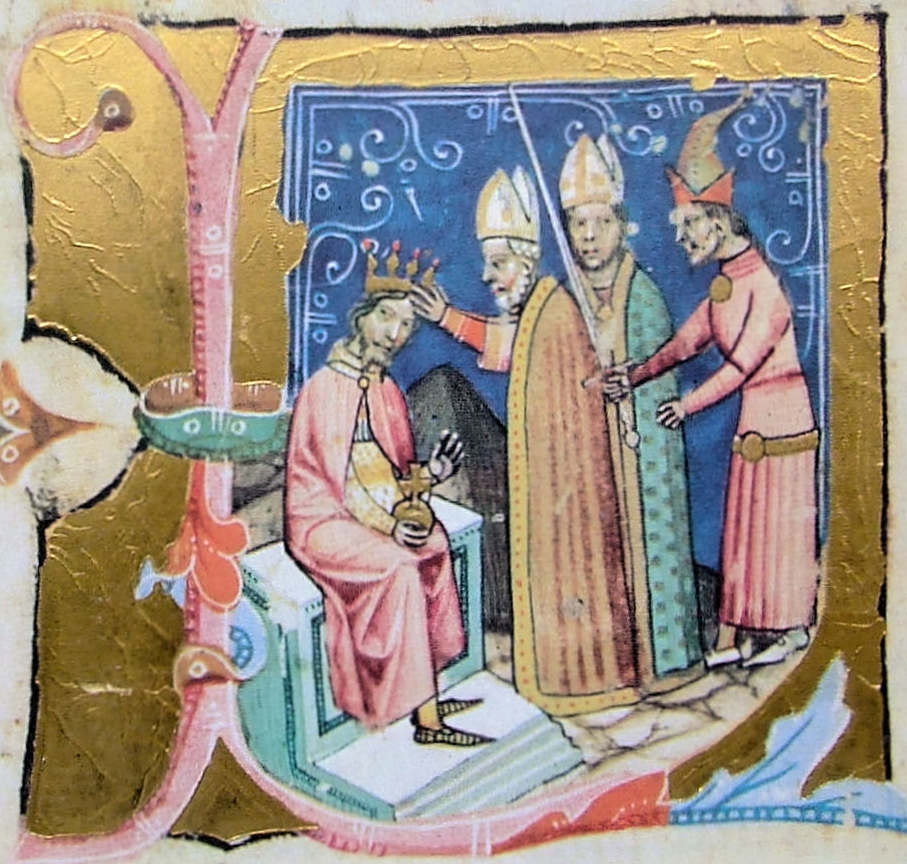
Коронація Стефана III

Його хрещеним батьком став король Франції Людовик VII. Після смерті свого батька став угорським королем. Коронація відбулася 31 травня 1162 року. Але на престолі протримався лише два місяці, оскільки у внутрішні справи країни втрутився візантійський імператор Мануїл I, який поставив на угорський трон Ласло II, дядька Стефана. Сам Стефан разом із матір'ю сховався у Пожоні. Після смерті Ласло ІІ 16 січня 1163 року на престол сів Стефан IV, який був провізантійським правителем.
Стефан ІІІ, заручившись підтримкою імператора Священної Римської імперії Фрідріха I Барбаросси, у 1163 році зумів заволодіти угорським престолом та відбити візантійський наступ на Угорщину. З Візантією він підписав мирний договір, за яким область Серемшег (частина середньовічної Угорщини) перейшла до Візантії, а молодший брат короля Бела вирушив до Константинополя як заручник.
У 1164 році Мануїл Комнін розпочав нову війну з Угорщиною, відвоювавши Хорватію та Далмацію, які у 1167 році остаточно потрапили під вплив Візантії. У 1168 році король шукав в Європі допомогу у боротьбі з Візантією. Передусім він намагався заручитися підтримкою галицького князя Ярослава Осмомисла, але пізніше одружився з Агнесою Австрійською, дочкою австрійського герцога Генріха ІІ. Втім 4 березня 1172 року помер через хворобу, за іншими відомостями через отруєння.

## Родина
Перша дружина — (ім'я невідомо) Ярославна Галицька. Шлюб анульовано у 1168 році.
Друга — Агнес (1154—1182), донька Генріха II, герцога Австрійського
Діти:
- Бела (1168)
- Син помер при народженні у 1172 році.